# Anatol Chiriac
Anatol Chiriac, compozitor și fost deputat în Parlamentul Republicii Moldova, s-a născut la 9 octombrie în anul 1953 în satul Coșernița, raionul Criuleni din Republica Moldova.
Dat fiind faptul că părinții viitorului compozitor au fost deportați în Siberia, micul Anatol a fost educat din fragedă copilărie la mănăstire. 
În anul 1956 părinții săi au revenit acasă din Siberia, în același an se naște fratele mai mic al lui Anatol, viitorul poet Teo Chiriac. Pentru ca să învețe limba maternă Anatol Chiriac a fost trimis la sora bunicii sale, care era maică la mănăstire, iar pentru că era oarbă Anatol o însoțea la slujbe. 
Acolo i-a fost cultivată iubirea față de Dumnezeu și tot acolo a învățat „Tatăl nostru”, apoi primul cîntec „Păsărică mută-ți cuibul”. 
Anatol Chiriac abordează în creația sa mai multe genuri ale muzicii: de estradă, simfonică, vocal-simfonică, muzică de cameră instrumentală ș. a.

## Studii
Anatol Chiriac, în anul 1979 a absolvit Conservatorul de Stat „Gavriil Muzicescu” din Chișinău (în prezent Academia de Muzică, Teatru și Arte Plastice), la clasa de compoziție. 

## Carieră
După absolvire, Anatol Chiriac a activat în calitate de profesor la Colegiul de Muzică „Ștefan Neaga” din Chișinău.
Pentru prima dată, debutează în calitate de compozitor cu piesa „De-aș avea…” pe versurile lui Mihai Eminescu, interpretată de Ștefan Petrache.
Pe parcursul anilor 1978 și 1980 este conducătorul formației de muzică ușoară a Sofiei Rotaru, iar în anul 1987 își creează propria formație „Anatol Chiriac”, cu care are multe turnee prin țară și străinătate.
Pe parcursul anilor 1990-1993, Anatol Chiriac a fost deputat în primul parlament al R. Moldova. În prezent, conduce Societatea de creație, comerț și relații economice externe „Mihaela”, prima firmă de impresariat din Chișinău. 
Anatol Chiriac este și președinte al Consiliului Asociației „Drepturilor de Autor și Conexe” AsDAC” din R. Moldova. În prezent continuă să compună muzică.
Dea lungul carierei sale de compozitor acesta a compus multe piese care în scurt timp au devenit adevărate șlagăre: „Romantică”, „Primăvara va veni”, „Orele”, „Tinerețe ‒ floare”, „Cîntecul Zamfirei” ș.a.
Printre interpreții care i-au cîntat melodiile se numără nume sonore precum: Sofia Rotaru, Silvia Chiriac, Anastasia Lazariuc, Olga Ciolacu etc. Iar lista interpreților cu care a colaborat nu s-a limitat doar la cei din Republica Moldova, dar și la artiști consacrați din Rusia, Ucraina și România.
A scris cîtece pe versurile poeților Grigore Vieru, Teo Chiriac, Anatol Ciocanu ș.a. A scris muzică pentru filmele pentru copii, precum și o mulțime de piese instrumentale, una dintre cele mai cunoscute fiind intitulată „Mihaela”, transmisă zilnic, în perioada sovietică, în cadrul programului televizat unional „Vremea”. A lansat 12 CD-uri de muzică ușoară.
Este laureat al Premiului pentru tineret „Boris Glavan”. A fost decorat cu medalia „Meritul Civic”.

## Muzică simfonică
- O, rămâi, poem simfonic (1985)
- Silvia, piesă pentru nai și orchestră (1980)

## Muzică vocal-simfonică
- O, rămâi, cantată (monopartită) pentru soliști, cor și orchestră, versuri de Mihai Eminescu (1980)
- La noi, cantată pentru copii, versuri de Grigore Vieru (1985)

## Muzică instrumentală de cameră
- Temă cu variațiuni pentru pian (1982)
- Cvartet de coarde (1983)

## Muzică pentru copii
- Cântece pentru copii, poezia lui Iulian Filip (1990).